# Sarò sincero
Sarò sincero è un brano musicale del gruppo musicale pop rock italiano Modà, pubblicato come primo singolo  dell'album Sala d'attesa (2008) l'11 aprile 2008 dall'etichetta discografica AroundtheMusic.
Il brano è stato scritto da Francesco Silvestre, frontman e cantante dei Modà.

## Tracce
1. Sarò sincero – 3:57